# Paule Constant
Paule Constant es una escritora francesa nacida el 25 de enero de 1944 en Gan, en los Pirineos Atlánticos. En 1998, recibió el premio Goncourt por Confidence pour confidence, compitiendo en tercera votación contra Lambert Pacha, de François Sureau, Les Vice-rois de Gérard de Cortanze et Méroé, de Olivier Rolin. No obstante, ese año, la favorita era Las partículas elementales, de Michel Houellebecq.
No confundir con el editor Paul Constant de The Stranger

## Biografía
Entre 1990 y 1996, fue crítica literaria de la Revue de Deux Mondes. Ha vivido la mayor parte de su vida en el extranjero, especialmente en África, Asia y América del Sur, hasta que se instaló en Aix-en-Provence. El 8 de enero de 2013 fue elegida miembro de la Academia Goncourt con el apoyo de Robert Sabatier, por unanimidad.
Su obra ha sido traducida a 27 idiomas.

### Romans
- Ouregano, Gallimard, 1980
- Propriété privée, Gallimard, 1981
- Balta, Gallimard, 1983
- Un monde à l’usage des demoiselles, Gallimard, 1987
- White Spirit, Gallimard, 1989, Gran premio de novela de la Académie française
- Le Grand Ghâpal, Gallimard, 1991, Premio Jackie Bouquin
- La Fille du Gobernator, Gallimard, 1994
- Confidence pour confidence, Gallimard, 1998, Premio Goncourt
- Sucre et secret, Gallimard, 2003
- La bête à chagrin, Gallimard, 2007
- C'est fort la France !, Gallimard, 2013

### Otros
Paul Constant ha colaborado en los siguientes documentales de televisión:
- para Arte : L'Education des Jeunes Filles de la Légion d'Honneur (1992) ;
- para La 5 : dans la série Mon héros préféré : la Princesse de Clèves (1996) ;
- para France 2 : dans la série Les grands fleuves racontés par des écrivains : L'Amazone (1997) ;
- para La 5 : - dans la série Galilée : Paule Constant sur les traces de Jean Giono (2001).